# Д-30 (хаубица)
Д30 је ознака совјетске вучне хаубице калибра 122 mm Д30 уведене у употребу 1960. године.

## Карактеристике
Хаубица Д30 намењена је за уништавање и неутралисање живе силе ван заклона и у заклону пољског типа, затим непријатељевих ватрених средстава, рушење отпорних тачака, жичаних и других препрека, прављење прилаза у минским пољима и уништавање и неутралисање артиљеријских и мото-техничких система наоружања и војне опреме непријатеља
- Посада: - седам чланова
- Маса оруђа: - 3.350
- Поље дејства по азимуту: - од -5 до + 70 степени
- Највећи домет са пројектилом ОФ-462:- 15.300
- Највећи домет са пројектилом М76: - 17.133
- Највећа брзина гађања: 6–8 граната у минути

## Хаубица 122Д30
Вучне хаубице калибра 122 mm Д30 више нису у наоружању активних јединица, али су ускладиштене и конзервиране за наоружање хаубичких дивизиона ратног развоја. У време када су се појавиле, почетком шездесетих година, хаубице Д30 биле су врло савремено решење са могућности покретања по азимуту унутар пуног круга. Први примерци за ЈНА увезени су из Совјетског Савеза 1974. године. На основу делимичне техничке документације организована је домаћа производња побољшаног модела Д30Ј (Југославија) у фабрици „Братство“ у Новом Травнику. У односу на оригинално оруђе главна предност Д30Ј јесте већи домет са домаћим тренутно-фугасним пројектилом М76.

## Корисници
- Азербејџан
- Бангладеш - 13
- Босна и Херцеговина - 51
- Кина
- Хрватска - 52 (D-30 HR M94)
- Египат
- Естонија - 36
- Финска - 486
- Грузија - 140
- Ирак
- Киргистан - 72
- Пољска
- Русија
- Србија - 72
- Таџикистан - 12
- Замбија - 25
- Црна Гора - 18